# Martin Schwantes
Martin Paul Albert Schwantes (* 20. August 1904 in Drengfurth bei Rastenburg/Ostpreußen; † 5. Februar 1945 in Brandenburg (Havel)) war ein deutscher Widerstandskämpfer gegen den Nationalsozialismus.

## Leben
Schwantes wurde als erstes Kind des Uhrmachermeisters Hermann Schwantes geboren. 1906 verzog die Familie nach Gommern, wo Schwantes ab 1910 die Volksschule besuchte. Von 1918 bis 1924 absolvierte er die Präparandenanstalt und das Lehrerseminar in Quedlinburg, wobei er sich auch in der Poetengemeinschaft Johannes engagierte.
Nachdem er nach Abschluss der Ausbildung zunächst arbeitslos gewesen war, wanderte er noch 1924 in die USA aus, wo er als Gelegenheitsarbeiter tätig war. 1926 kehrte er nach Gommern zurück, wo er eine Hilfsstelle als Lehrer erhielt. Er freundete sich mit dem ebenfalls als Lehrer in Gommern tätigen Fritz Heicke an. Ab 1927 war er an verschiedenen Magdeburger Schulen tätig, beispielsweise an der Sudenburger Sammelschule (Braunschweiger Straße), an der Neustädter 2. Sammelschule (Stendaler Straße) und an der Altstädter Sammelschule (Röttgerstraße).
Im Jahr 1928 trat Schwantes der KPD bei und wurde bald Mitglied der KPD-Bezirksleitung Magdeburg-Anhalt. 1931 absolvierte er mit der Freien Lehrergewerkschaft Deutschlands eine Reise in die Sowjetunion. 1931 legte Schwantes die zweite Lehrerprüfung ab. Ab 1932 arbeitete er auch für die KPD-Zeitung Tribüne.
Nach der Machtergreifung der Nationalsozialisten im Jahre 1933 musste Schwantes den Schuldienst verlassen. Für die in der Illegalität wirkende KPD wirkte er als Bezirksinstrukteur in der Region. Er arbeitete mit Walter Kaßner und Ernst Brandt zusammen. Kurze Zeit später wurde Schwantes zum Instrukteur des Zentralkomitees der KPD berufen. 1934 erfolgte die Verhaftung. Nach Aufenthalten im Gefängnislazarett, in mehreren Zuchthäusern und in sogenannter Schutzhaft im KZ Sachsenhausen wurde er 1941 entlassen. Käte Agerth stand ihm nah.
Schwantes fand eine Anstellung in der Schuhfabrik von Otto Krieger in Gommern, setzte jedoch auch seine illegale Arbeit fort. Gemeinsam mit Hermann Danz, Eva Lippold, Friedrich Rödel und Johann Schellheimer bildete er eine im Raum Magdeburg aktive Widerstandsgruppe. Ab 1943 gehörte er zum Nationalkomitee Freies Deutschland und hatte Kontakt zur Widerstandsgruppe um Anton Saefkow in Berlin. Schwantes war zuständig für die illegale Arbeit in Mitteldeutschland und gehörte zur operativen Landesleitung der KPD im Gebiet des späteren Sachsen-Anhalt. Von Schwantes stammen auch Konzepte für das Schulwesen und die Jugendarbeit nach dem Ende des Nationalsozialismus.
Er wurde 1944 erneut verhaftet und zum Tode verurteilt. Das Urteil wurde am 5. Februar 1945 im Zuchthaus Brandenburg vollstreckt.

## Ehrungen

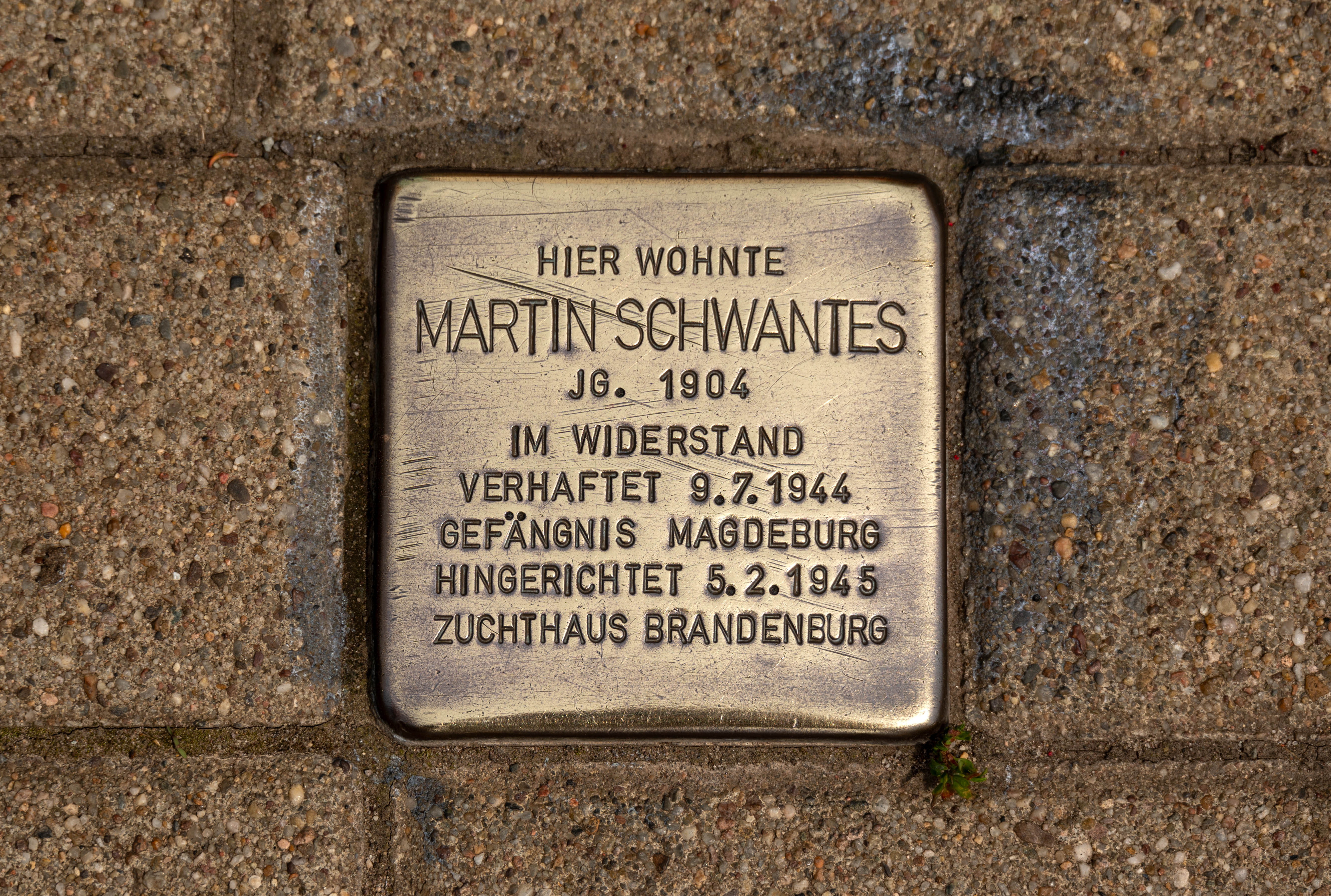
Stolperstein für Martin Schwantes in Magdeburg

In der Zeit der DDR wurden diverse Einrichtungen nach Schwantes benannt. In den Städten Magdeburg, Leipzig, Gommern sowie im Ortsteil Dannigkow bestehen noch heute die zu seinen Ehren benannten Straßen.
In der Wittenberger Straße 19 in Magdeburg erinnert ein Stolperstein an das Schicksal von Martin Schwantes.